# Samtgemeinde Bruchhausen-Vilsen
Bruchhausen-Vilsen er et amt ("Samtgemeinde") i Landkreis Diepholz i den tyske delstat Niedersachsen. Administrationen ligger i byen Bruchhausen-Vilsen.
Samtgemeinde Bruchhausen-Vilsen består af kommunerne:
1. Asendorf
2. Bruchhausen-Vilsen
3. Martfeld
4. Schwarme
5. Süstedt